# Referendum costituzionale in Moldavia del 2024
Il referendum costituzionale in Moldavia del 2024 si è tenuto il 20 ottobre, contemporaneamente al primo turno delle elezioni presidenziali, per decidere se il Paese avesse dovuto emendare la Costituzione per includere l'obiettivo formale di adesione all'Unione europea.
La proposta è stata approvata dal corpo elettorale con il 50,35% dei voti favorevoli.
L'affluenza alle urne doveva essere superiore al 33,33% affinché il referendum fosse considerato valido.

## Contesto
Nel marzo 2022, in seguito all'invasione russa dell'Ucraina, il governo moldavo ha presentato la domanda di adesione all'Unione europea. Successivamente, nel giugno dello stesso anno, il Consiglio europeo ha concesso alla Moldavia lo status di paese candidato. Nel dicembre 2023, il Consiglio europeo ha annunciato la decisione di avviare i negoziati di adesione con la Moldavia, la quale ha fissato come data obiettivo il 2030 per l'adesione all'UE.
Nel 2023 la Presidente Maia Sandu ha annunciato la sua intenzione di chiedere la rielezione, lanciando di una piattaforma online volta a promuovere il referendum e a sostenere i vantaggi dell'adesione all'Unione europea. Il Parlamento ha deciso di tenere le elezioni presidenziali lo stesso giorno del referendum.
Il 21 marzo 2024, il Parlamento ha approvato una risoluzione con 54 voti favorevoli e nessuno contrario per proseguire gli sforzi per aderire all'Unione Europea, stabilendo che "Solo l'adesione all'Europa può garantire il futuro del paese come Stato sovrano, neutrale e pienamente democratico". Durante il voto, tutti i partiti dell'opposizione hanno lasciato l'aula del parlamento.

## Quesito
Gli elettori sono stati chiamati a rispondere al seguente quesito:

## Campagna referendaria
In una riunione tenutasi a Mosca il 21 aprile 2024, i cinque partiti di opposizione ȘOR, Renaștere, Șansă, Vittoria e Forza alternativa per la salvaguardia della Moldova hanno annunciato la formazione di un'alleanza denominata "Vittoria" per opporsi all'adesione all'UE e cercare relazioni più strette con la Russia. Anche la leader della Gagauzia, Evghenia Guțul, ha espresso il suo sostegno al movimento, che ruota attorno al leader Ilan Shor. 
Il ministro moldavo delle Infrastrutture Andrei Spînu ha definito i membri della coalizione antagonista come "traditori", sottolineando che l'iniziativa è nata "proprio vicino al Cremlino”. Il governo moldavo ha accusato la presenza di gruppi addestrati dalla Russia per complottare al fine di destabilizzare l'esercizio. 
Nel settembre 2024, sono stati attribuiti ai suddetti gruppi episodi di vandalismo agli uffici della Corte Suprema di Giustizia della Moldavia e all'emittente pubblica Teleradio-Moldavia. Nell'ottobre 2024, le autorità hanno annunciato la scoperta di un complotto di Ilan Shor che prevedeva 15 milioni di dollari di fondi provenienti dalla Russia, distribuiti a circa 130.000 persone per corrompere gli elettori e indurli a scegliere decisioni anti-occidentali e diffondere disinformazione contro l'Unione Europea sui social media, a seguito di incursioni in 26 località a livello nazionale. La Russia ha negato le accuse.

## Risultati
| Scelta                                 | Voti      | %       |
| -------------------------------------- | --------- | ------- |
| Sì                                     | 749 719   | 50,35   |
| No                                     | 739 155   | 49,65   |
| Totale voti validi                     | 1 488 874 | 97,22%  |
| Schede bianche/nulle                   | 42 518    | 2,78%   |
| Votanti/affluenza                      | 1 531 392 | 50,72%  |
| Elettori registrati                    | 3 023 810 | 100,00% |
| Fonte: Commissione Elettorale Centrale |           |         |

### Risultati locali
| Distretto                | Voti validi | Sì      | % Sì   | No      | % No   |
| ------------------------ | ----------- | ------- | ------ | ------- | ------ |
| Anenii Noi               | 29 347      | 14 336  | 48,85% | 15 011  | 51,15% |
| Bălți                    | 49 046      | 14 430  | 29,42% | 34 616  | 70,58% |
| Basarabeasca             | 8 386       | 3 075   | 36,67% | 5 311   | 63,33% |
| Briceni                  | 22 768      | 6 518   | 28,63% | 16 250  | 71,37% |
| Cahul                    | 38 419      | 16 830  | 43,81% | 21 589  | 56,19% |
| Cantemir                 | 17 101      | 9 129   | 53,38% | 7 972   | 46,62% |
| Călărași                 | 22 925      | 13 860  | 60,46% | 9 065   | 39,54% |
| Căușeni                  | 27 868      | 13 928  | 49,98% | 13 940  | 50,02% |
| Chișinău                 | 348 707     | 195 277 | 56,00% | 153 430 | 44,00% |
| Cimișlia                 | 18 100      | 9 033   | 49,91% | 9 067   | 50,09% |
| Criuleni                 | 27 332      | 16 453  | 60,20% | 10 879  | 39,80% |
| Dondușeni                | 13 852      | 3 762   | 27,16% | 10 090  | 72,84% |
| Drochia                  | 28 348      | 9 275   | 32,72% | 19 073  | 67,28% |
| Dubăsari                 | 11 735      | 4 818   | 41,06% | 6 917   | 58,94% |
| Edineț                   | 26 083      | 7 758   | 29,74% | 18 325  | 70,26% |
| Fălești                  | 30 570      | 10 239  | 33,49% | 20 331  | 66,51% |
| Florești                 | 29 035      | 10 917  | 37,60% | 18 118  | 62,40% |
| Găgăuzia                 | 57 847      | 2 985   | 5,16%  | 54 862  | 94,84% |
| Glodeni                  | 18 659      | 6 293   | 33,73% | 12 366  | 66,27% |
| Hîncești                 | 35 665      | 20 992  | 58,86% | 14 673  | 41,14% |
| Ialoveni                 | 38 480      | 26 050  | 67,70% | 12 430  | 32,30% |
| Leova                    | 15 782      | 7 769   | 49,23% | 8 013   | 50,77% |
| Nisporeni                | 19 787      | 11 889  | 60,08% | 7 898   | 39,92% |
| Ocnița                   | 17 224      | 3 627   | 21,06% | 13 597  | 78,94% |
| Orhei                    | 42 508      | 19 760  | 46,49% | 22 748  | 53,51% |
| Rezina                   | 16 151      | 7 888   | 48,84% | 8 263   | 51,16% |
| Rîșcani                  | 22 180      | 6 960   | 31,38% | 15 220  | 68,62% |
| Riva Sinistra del Dnestr | 15 526      | 4 816   | 31,02% | 10 710  | 68,98% |
| Sîngerei                 | 28 003      | 11 244  | 40,15% | 16 759  | 59,85% |
| Soroca                   | 32 621      | 12 415  | 38,06% | 20 206  | 61,94% |
| Strășeni                 | 32 105      | 20 023  | 62,37% | 12 082  | 37,63% |
| Șoldănești               | 13 322      | 5 661   | 42,49% | 7 661   | 57,51% |
| Ștefan Vodă              | 22 104      | 10 567  | 47,81% | 11 537  | 52,19% |
| Taraclia                 | 15 799      | 1 258   | 7,96%  | 14 541  | 92,04% |
| Telenești                | 22 167      | 12 693  | 57,26% | 9 474   | 42,74% |
| Ungheni                  | 37 819      | 16 355  | 43,25% | 21 464  | 56,75% |
| Estero                   | 235 503     | 180 836 | 76,79% | 54 667  | 23,21% |
| Totale                   | 1 488 874   | 749 719 | 50,35% | 739 155 | 49,65% |